# Jaffal Rashid al-Kuwari
Jaffal Rashid al-Kuwari (arabisch جفال راشد الكواري, DMG Ǧaffāl Rāšid al-Kuwārī; * 27. September 1972) ist ein ehemaliger katarischer Fußballspieler. Der Mittelfeldspieler war katarischer Nationalspieler.
Er spielte seine gesamte Karriere bei al-Sadd. Neben den Meisterschaften 2000, 2004, 2006, 2007 gewann er mit al-Sadd den Arabischen Pokal der Landesmeister. 2009 beendete er seine Laufbahn und wurde mit einem Spiel gegen den AC Mailand verabschiedet.
Er wurde 51-mal in die katarische Nationalmannschaft berufen, mit der er den Golfpokal 1992 gewann. Beim Golfpokal 2002 wurde er mit Katar Zweiter und wurde als bester Spieler des Turniers ausgezeichnet. Nach einem Länderspiel gegen die Vereinigten Arabischen Emirate im Januar 2004 gab er einen positiven Dopingtest ab und wurde für neun Monate gesperrt.